# Nervellius paulista
Nervellius paulista är en stekelart som beskrevs av Penteado-dias 1996. Nervellius paulista ingår i släktet Nervellius och familjen bracksteklar. Inga underarter finns listade i Catalogue of Life.